# Nostra Signora del Sacro Cuore
Nostra Signora del Sacro Cuore, officiellt Nostra Signora del Sacro Cuore a Piazza Navona, tidigare San Giacomo degli Spagnoli, är en kyrkobyggnad i Rom, helgad åt Jungfru Maria. Kyrkan är belägen vid Piazza Navona i Rione Parione och tillhör församlingen San Lorenzo in Damaso.
Kyrkan innehas av kongregationen Missionari del Sacro Cuore di Gesù, grundad år 1854 av Jules Chevalier.

## Historia
Den första kyrkobyggnaden på denna plats, det vill säga på ruinerna av Domitianus stadion, bar namnet Sant'Andrea in Agone och omnämns i ett dokument från år 998 samt i en bulla promulgerad av påve Nicolaus IV (1288–1292).
Byggnaden ombyggdes och tillbyggdes 1450–1458 på bekostnad av Alfonso de Paradinas, sedermera biskop av Ciudad Rodrigo. Kyrkan konsekrerades till aposteln Jakob och kom att bli samlingsplats för Roms spanska kommunitet. År 1506 blev San Giacomo Kungariket Spaniens nationskyrka i Rom. Antonio da Sangallo den yngre byggde om innertaket 1518. Inom kort lät dock den spanska kommuniteten uppföra kyrkan Santa Maria in Monserrato i Rione Regola och nu fanns det två spanska nationskyrkor i Rom. Kyrkan hade ursprungligen tretton sidokapell, varav ett invigt åt Jungfru Marie himmelsfärd, freskmålat av Perino del Vaga. Högaltaret hade Girolamo Siciolante da Sermonetas målning Korsfästelsen.
Under den franska ockupationen av Rom 1798 plundrades San Giacomo-kyrkan och kom år 1824 att dekonsekreras. Spanjorerna övergav kyrkan och överförde de flesta konstverken och inventarierna till Santa Maria in Monserrato. Den forna kyrkan nyttjades bland annat som förråd. År 1878 införskaffades den förfallna kyrkan av kongregationen Missionari del Sacro Cuore di Gesù – Jesu heliga hjärtas missionärer – vilka beslutade att genomföra en restaurering; fasaden mot Piazza Navona och den mot dåvarande Via della Sapienza var båda fallfärdiga.
Arkitekten Luca Carimini fick i uppdrag att rita nya fasader. Han ändrade även kyrkans riktning. Tidigare hade huvudingången varit vid Via della Sapienza; nu ändrades den till Piazza Navona. I samband med detta gavs kyrkan en ny absid. Byggnadsarbetena fullbordades i november 1881 och kyrkan konsekrerades ånyo den 7 december 1881 och fick officiellt namnet Nostra Signora del Sacro Cuore.
Efter några smärre restaureringar under 1920- och 1930-talet revs kyrkans absid och tvärskepp 1937 för att ge plats åt genomfartsgatan Corso del Rinascimento, vilken ersatte Via della Sapienza. Kyrkorummets riktning ändrades ännu en gång, vilket innebar att huvudportalen vid Piazza Navona sattes igen och altaret placerades därstädes.

## Interiör
Nostra Signora del Sacro Cuore är ett av Roms exempel på en hallkyrka; sidoskeppen är således lika höga som mittskeppet. Det ursprungliga högaltaret befinner sig numera i Santa Maria in Monserrato. Den nuvarande högaltarmålningen utgörs av Ettore Ballerinis Nostra Signora del Sacro Cuore. Orgelläktaren i marmor är ett verk av Pietro Torrigiani från omkring år 1500.

### Höger sida
Första sidokapellet på höger hand är invigt åt den helige Josef och har fresker utförda av Baldassare Croce.
Andra kapellet är invigt åt den Obefläckade Avlelsen och pryds av Den heliga Anna och Madonnan av Giovanni Battista Conti.

### Vänster sida
Första sidokapellet till vänster var tidigare invigt åt den helige Ildefonsus av Toledo, men är sedan 1923 invigt åt själarna i Skärselden. Altaret har målningen Kristus och själarna i Skärselden, utförd av Ettore Ballerini år 1929. I detta kapell är kardinal José Saenz d'Aguirre (1630–1699) begravd.
Andra sidokapellet är invigt åt aposteln Jakob. Det uppfördes mellan 1518 och 1520 på bekostnad av kardinal Antonio Del Monte och ritades av Antonio da Sangallo den yngre i elegant klassicism. Kapellet smyckades med fresker av Pellegrino Aretusi; dessa fresker är dock allvarligt fuktskadade.

## Titeldiakonia
Nostra Signora del Sacro Cuore stiftades som titeldiakonia av påve Paulus VI år 1965.
Kardinaldiakoner
- Cesare Zerba, titulus pro illa vice (1965–1973)
- Mario Luigi Ciappi (1977–1987)
- Vakant (1987–2001)
- José Saraiva Martins (2001–2009)
- Kurt Koch (2010–)

## Bilder
| - Tympanon över kyrkans ingångsportal vid Piazza Navona, utfört av Paolo Romano och Mino da Fiesole. - San Giacomo degli Spagnoli (nummer 606) på Giovanni Battista Nollis karta över Rom från år 1748. - San Giacomo degli Spagnoli vid Piazza Navona före restaureringen år 1878. - Fasaden vid Corso del Rinascimento. |